# Gleißentalweiher
Gleißentalweiher ist ein Ortsteil der Gemeinde Straßlach-Dingharting im oberbayerischen Landkreis München.

## Geographie
Der Weiler liegt etwa einen Kilometer westlich von Kleindingharting, direkt nördlich am Deininger Weiher und am Gleißenbach, dem Abfluss des Weihers. Ein Verbindungsstraße führt nach  Holzhausen und Dingharting.